# Folle Amanda

Folle Amanda est une pièce de Pierre Barillet et de Jean-Pierre Grédy créée en septembre 1971 dans une mise en scène de Jacques Charon au théâtre des Bouffes-Parisiens.
Elle a été diffusée pour la première fois le 4 décembre 1974 sur la deuxième chaîne de l'ORTF dans le cadre de l'émission Au théâtre ce soir. Rediffusée les mardi 27 mai 1987 sur TF1, dimanche 4 juin 2006 et dimanche 20 mai 2007 sur France 3. 
Colette Renard reprend le rôle en 1973 et en enregistre les 4 chansons sur un 45t. 
Jacqueline Maillan joue folle Amanda en 1974 dans l'émission "Au théâtre ce soir". 
Une nouvelle version a été jouée à partir du 16 février 1982 , enregistrée par Antenne 2 avec Line Renaud qui souhaitait orienter sa carrière de la chanson vers la comédie. Les chansons ne sont pas commercialisées en disque mais la pièce a depuis été publiée en dvd.
À l'occasion du 50e anniversaire de l'émission Au théâtre ce soir, une reprise de la pièce sera jouée du 13 au 22 janvier 2017 au Théâtre de Paris, mise en scène de Marie Pascale Osterrieth, avec Michèle Bernier, Arielle Dombasle et Patrick Braoudé en direct depuis le Théâtre de Paris. Cette captation a réuni plus de 3,3 millions de téléspectateurs.
Après cet enregistrement, une nouvelle salve de représentations est entreprise, entre le 17 mars et le 7 mai 2017, toujours avec Michèle Bernier et Patrick Braoudé, mais avec Sophie Mounicot en remplacement d'Arielle Dombasle. Ces représentations ont eu lieu au Théâtre Antoine.

## Argument
Ancienne chanteuse de music-hall, Amanda vit au jour le jour tout en restant optimiste. À court d'argent, elle veut publier ses mémoires. Mais son ex-mari Philippe, ministre en exercice, veut l'en dissuader, elle décide de relancer sa carrière de chanteuse...

## Version de 1974 "Au Théâtre ce soir"

### Fiche technique[2]
- Auteur : Pierre Barillet et Jean-Pierre Grédy
- Mise en Scène : Jacques Charon
- Réalisation : Georges Folgoas
- Décors : Fiorella Mariani
- Costumes : Donald Cardwell
- Chansons : Michel Emer
- Ingénieur de la vision : Lucien Laplace
- Ingénieur du son : Michel Bernoville
- Cadreurs : Jacques Blancherie,Christian Chautard, Lucien Chiasselotti, Guy van Breemaat
- Direction de la scène : Edward Sanderson
- Directeur de la photographie : Claude Gallaud
- Script : Yvette Boussard
- Script assistant : Guy Mauplot
- Date et lieu d'enregistrement : 25 mai 1974 au théâtre Marigny

### Distribution
- Jacqueline Maillan : Amanda
- Daniel Ceccaldi : Philippe Morhange
- Jacques Jouanneau : Loulou
- Françoise Fleury : Lucette
- Sacha Briquet : Étienne
- Jacques Dynam : M. Félix
- Pierre Saintons : Clovis
- Nicole Chausson : Sidonie

## Version de 1982

### Fiche technique
- Auteur : Pierre Barillet et Jean-Pierre Grédy
- Mise en Scène : René Clermont
- Réalisation : Bernard Lion
- Décors : Jacques Marillier
- Lieu d'enregistrement : Théâtre des Nouveautés (Paris)

### Distribution
- Line Renaud : Amanda
- Pierre Hatet : Philippe Morhange
- Alain Chamrobert : Loulou
- Pascale Lievin : Lucette
- Bob Annette : Clovis
- Pierre Mirat : M. Félix
- Robert Deslandes : Étienne
- Barbara Willar : Sidonie

## Version de 2017

### Fiche technique
- Auteur : Pierre Barillet et Jean-Pierre Grédy
- Mise en Scène : Marie Pascale Osterrieth
- Réalisation : Serge Khalfon
- Décors : Pierre-François Limbosch
- Costumes : Charlotte David
- Lumières : Laurent Castaing
- Directeur de la photographie : Rudy Bouchoucha
- Production : ADLTV - Philippe Thuillier, Julien Braunschweig, Olivier Deladérière
- Direction de Production : Rémi Duhamel
- Date et lieu d'enregistrement : janvier 2017 au Théâtre de Paris

### Distribution
- Michèle Bernier : Amanda
- Arielle Dombasle, puis Sophie Mounicot : Lucette
- Patrick Braoudé : Philippe Morhange
- Pierre Cassignard, puis François Loriquet : Loulou
- Philippe Lelièvre : Étienne
- Roland Marchisio : M. Félix
- Djibril Pavadé : Clovis
- Tiphaine Daviot, puis Morgane Cabot : Sidonie

## Note
1. ↑  Christophe M., « Audiences du 21 janvier : "N'oubliez pas les paroles 100% tubes" prend la tête ! », sur stars-actu.fr, 22 janvier 2017 (consulté le 22 janvier 2017)
2. ↑  Visionnement de la pièce de théâtre notamment.